# Aarzemnieki
Az Aarzemnieki egy lett együttes, akik Lettországot képviselték a 2014-es Eurovíziós Dalfesztiválon Koppenhágában. Az együttest Jorans Šteinhauers, Katrīna Dimanta, Raitis Viļumovs és Guntis Veilands alkotja. Az együttes nevének magyar jelentése külföldiek.
A lett közszolgálati televízió Dziesma (Dal) című nemzeti döntőjében 2014. február 22-én nyerték el a jogot, hogy ők képviselik Lettországot. A versenydaluk a "Cake to Bake" (magyarul: Tortát sütni) volt.
2014. május 6-án a dalfesztivál első elődöntőjében léptek fel, ahol nem sikerült továbbjutniuk a döntőbe.